# Аудрюс Амбрасас
Аудрюс Амбрасас (лит. Audrius Ambrasas; нар. 20 жовтня 1962, Вільнюс) — литовський архітектор, лауреат Національної премії Литви з культурно-мистецьких заходів (2016).

## Біографія
У 1985 році закінчив Вільнюський інженерно-будівельний інститут (нині Вільнюський технічний університет Гедиміна). У 1985—1994 роках працював в Інституті проектування реставрації пам'яток (до 1987 року Інститут консервації пам'яток).
У 1991 році заснував Товариство проектування А. Амбрасаса (A. Ambraso projektavimo bendrovė), з 2009 року — Архітектурне бюро Амбрасаса (Ambraso architektų biuras).
Починаючи з 2004 року, викладає у Вільнюському технічному університеті Гедиміна; доцент (2010). Займає посаду професора кафедри архітектури.

## Проекти
Автор проектів житлових будинків і вілл, адміністративних і комерційних будівель. Найважливіші проекти Аудрюса Амбрасаса у Вільнюсі:
- Комплекс блоків житлових будинків на Неменчинському шосе (2000)
- Адміністративна будівля товариства «Hanner» (2001)
- Офісна будівля на вулиці Гележиньо-Вілко (2001)
- Будівлі товариства «Marenta» (2002, 2005)
- Магазин «BMS Megapolis» (2003)
- Будівля адміністративного та торгового призначення «Europa» (2004)
- Будівля центрального офісу банку «Swedbank» (2009)
- Центр мистецтва та освіти «Rupert» (2013)
- Індивідуальний житловий будинок Вілла G (2014 року)

## Нагороди та звання
- Знак пошани Союзу архітекторів Литви (2014)
- Національна премія Литви (2016)